# Servicio Meteorológico Nacional (México)
O Servicio Meteorológico Nacional, pela suas siglas SMN, é o organismo público do México encarregado de proporcionar informação sobre o estado do tempo que prevalece ou afecta o território de dito país. O SMN depende directamente da Comisión Nacional del Agua (CONAGUA), que ao mesmo tempo faz parte da Secretaria de Meio ambiente e Recursos Naturais (SEMARNAT). Foi criado a 6 de fevereiro de 1877 por ordem do presidente Porfirio Díaz como Observatório Meteorológico Central e em 1989 integrou-se à CONAGUA.

## História
O Serviço Meteorológico Nacional foi primeiramente como uma dependência da Comissão Geográfica Exploradora do Território Nacional chamada Observatório Meteorológico e Astronómico do México e foi fundado a 6 de março de 1877 pelo então presidente do México Porfirio Díaz a iniciativa de Vicente Riva Palácio, Secretário de Alavancagem.
Para 1878 a sede do Observatório transladou-se ao Palácio de Chapultepec e em 1880 se tornou independente economicamente da Comissão Geográfica; desde esse então recebeu uma partida especial do Orçamento de Egresos Nacionais, e assumiu o cargo de primeiro director o engenheiro jalisciense Mariano Bárcena.
Em 1883 o Observatório Astronómico translada-se ao edifício da ex-Arquidiocese em Tacubaya enquanto o Observatório Meteorológico permanece no castelo de Chapultepec, que então ainda funcionava como Palácio Nacional.
Em 1901, criou-se o Serviço Meteorológico Nacional e de acordo a relatórios do então director, a instituição contava com 31 secções meteorológicas estatais, 18 observatórios e estações independentes, as quais transmitiam informação ao Observatório Meteorológico de Tacubaya por via telegráfica. Nesse então estava a cargo o engenheiro Manuel E. Pastrana que tinha sucedido no cargo a Mariano Bárcena. Ao começo da Revolução Mexicana o Serviço Meteorológico também se transladou ao edifício de Tacubaya. Derivado deste conflito armado o serviço meteorológico suspendeu trabalhos por uns meses em 1915 e ao retomar-se as atividades Joaquín Galo foi designado director. Durante os anos 20, o Observatório Astronómico foi anexado à Universidade Nacional Autónoma do México, o que décadas mais tarde derivaria no Instituto de Astronomia da UNAM.
Por sua vez o SMN que continuou fazendo parte da Secretaria de Alavancagem, mudou o seu nome em 1928 para "Direcção Geral de Geografia, Meteorologia e Hidrologia". Durante o governo de Manuel Ávila Camacho, a recém criada Secretaria de Recursos Hidráulicos incorporou ao Serviço Meteorológico Nacional, e modificando seu nome por "Direcção de Geografia e Meteorologia", a qual esteve dirigida por Federico Peña desde 1947 até 1960.
Em 1972, a Direcção de Geografia e Meteorologia transformou-se na "Direcção Geral do Serviço Meteorológico Nacional", dependente da Secretaria de Agricultura e Ovinos, à qual ficaria adscrita até 1989, quando ao se criar a Comissão Nacional da Água (CONAGUA), a 16 de janeiro daquele ano, o Serviço Meteorológico foi integrado como uma subgerência dependente da Subdireção Geral de Administração da Água. Em 1990 transformou-se na actual Gerência do Serviço Meteorológico Nacional passando a fazer parte da Subdireção Geral Técnica da CONAGUA em 1995.
Em 2001, com a publicação em de o "Regulamento de Interior da Secretaria de Meio ambiente e Recursos Naturais", reestruturou-se a organização administrativa da Comissão Nacional da Água, pela que o Serviço Meteorológico Nacional segue adscrito à Subdireção Geral Técnica mas agora com o carácter de coordenação.
A 17 de dezembro de 2012, foi nomeado o engenheiro militar Juan Manuel Caballero González, como Coordenador Geral do Serviço Meteorológico Nacional, em substituição de Felipe Vázquez Gálvez.
Posteriormente, em 2016 tomou a Coordenação o engenheiro geofísico Alberto Hernández Unzón, quem tomou o cargo até finais do 2018.
A partir de 1 de dezembro de 2018, foi nomeado titular do SMN, o M. enC. Humberto Hernández Peralta licenciado em Física pela Universidade Autónoma Metropolitana e Mestre em Astrofísica com estudos doutorais no Instituto de Astrofísica de Canárias, Espanha, e um Diplomado de Estudos Avançados no programa de Física do Cosmos.
A 16 de julho de 2019, o Dr. Jorge Zavala Hidalgo foi nomeado coordenador geral do Serviço Meteorológico Nacional.

### História do edifício
Foi construído em 1737 por ordem do Vicerei Dom Juan Antonio Vizarrón e Eguiarreta, Arcebispo do México e destinou-se a albergar ao Arzobispado daquela época.
Posteriormente, entre os anos 1780 e 1800, sofreu modificações em sua construção, ficando assim até ano de 1960, em que pela ampliação da Avenida Observatório, onde está localizado, teve necessidade de reduzir à frente, se deixando a fachada em sua forma original como existe até à data.
Em seus inícios, ao norte da construção tinha uma horta de árvores de fruto que foi doada pelo Sr. Arcebispo aos indígenas para que cultivassem oliveira.
Em 1847 o edifício passou a ser propriedade da nação e então chamou-se-lhe o Aranjuez dos Presidentes. Foi o palácio mais destacado da região aristocrata do Vale do México. Neste edifício habitaram os presidentes do México Antonio López de Santa Anna e Ignacio Comonfort.
Para perto de este edifício, em 1859 livraram-se lutas entre liberais e conservadores palco dos "Mártires de Tacubaya".
De 1863 a 1883, foi sede do H. Colégio Militar e em 1883 estabeleceu-se a Comissão Geodésica Mexicana, que trabalho até 1915. Posteriormente, no prédio oriental do edifício construiu-se o Observatório Astronómico Nacional em 1899.
Em 1928 iniciou-se construção do Instituto Pan-Americano de Geografia e História (IPGH) cuja fachada actual dá à rua de Ex-Arquidiocese. Esta fachada pertenceu à Casa da Sta. Veracruz conhecida como "O Quartel dos Galos" localizada no centro da cidade. Actualmente o IPGH e o SMN localizam-se dentro do mesmo edifício.

## Funções
- Manter informado a Protecção Civil sobre possíveis ameaças meteorológicas;
- Conscientizar a população sobre como se proteger e portanto evitar perigo;
- Proporcionar informação meteorológica à população em geral;
- Realizar estudos sobre as condições atmosféricas;
- Classificação e armazenamento da informação no Banco Nacional de Dados Climatológicos para consulta da população.

## Infra-estrutura
O Serviço Meteorológico Nacional conta, para cumprir com seus trabalhos, com a seguinte infraestrutura:
- 80 observatórios meteorológicos, cujas funções são as de observação e transmissão da informação das condições atmosféricas em tempo real.[10]
- 15 estações de radiossondas, cuja função é a observação da superfície da atmosfera.[11]
- 12 radares meteorológicos, cuja função é detectar a evolução dos sistemas nublosos.[12]
- Estação terrestre receptora de imagens do satélite meteorológico GOES-Este, esta estação recebe imagens infravermelhas, de vapor de água e uma imagem visível a cada meia hora.[13]